# Weltschmerz
Weltschmerz (/ˈvɛltʃmɛɐ̯ts/ ; des mots allemands Welt, signifiant « monde », et Schmerz, « douleur ») est un terme intronisé par l'écrivain allemand Jean Paul dénotant une sorte de sensation ou émotion dont un individu fait l'expérience lorsqu'il comprend que la réalité physique ne peut satisfaire les demandes de l'esprit. Ce type de vision du monde pessimiste s'est répandu parmi des auteurs tels que Lord Byron, Giacomo Leopardi, François-René de Chateaubriand, Alfred de Musset, Nikolaus Lenau, Hermann Hesse, Heinrich Heine. Le terme est également utilisé pour dénoter un sentiment de tristesse attaché à l'idée de misère du monde, comparable à l'empathie.
La signification moderne de Weltschmerz renvoie à la souffrance psychologique qui peut survenir lorsqu'un individu se rend compte que ses propres faiblesses sont causées par le monde. La Weltschmerz, dans ce contexte, peut entraîner une dépression, une résignation et une fuite, et peut devenir un problème psychologique (comparable au Hikikomori). La Weltschmerz ainsi entendue peut être comparée à l'anomie, ou à une sorte d'aliénation, dont Émile Durkheim a auparavant fait part dans son ouvrage intitulé Le Suicide.
L'écrivain John Green définit ce terme dans son roman Will et Will (2010) comme « le sentiment d'abattement qu'on ressent quand le monde extérieur ne correspond pas au monde tel qu'on voudrait qu'il soit ».